# Hochtief
Hochtief AG, «Хохтиф» — немецкая строительная компания, одна из крупнейших в мире. Штаб-квартира — в Эссене, Германия. Основана в 1874 году во Франкфурте.

## История
Компания была основана в 1874 году в Франкфурте-на-Майне братьями Бальтазаром и Филиппом Хелфманнами. Через три года после основания компания получила первый крупный контракт — строительство нового здания Гисенского университета. Позже компания занималась строительством железных дорог, мостов, тоннелей и различных общественных зданий (школ, почтовых отделений, судов и др.).
В 1896 году Бальтазар Хелфманн умер, его брат Филипп перерегистрировал компанию под названием Actien-Gesellschaft für Hoch- & Tiefbauten (AHT, Акционерное общество по строительству высотных и гражданских зданий); в долю вошли два франфуртских банка: J. Dreyfus & Co. и E. Ladenburg. В 1899 году компания получила первый зарубежный контракт — строительство силосов близ Генуи в Италии; при реализации этого проекта компания впервые для себя применила железобетон. Одним из самых крупных проектов начала XX века было строительство вокзала Базель-Бадишер-Банхоф в Швейцарии.
В 1921 году компания попала под контроль Гуго Стиннеса, по его инициативе штаб-квартира компании была перенесена в Эссен, а название сокращено до Hochtief. После смерти Стиннеса в 1924 году его промышленная империя распалась, и крупнейшим акционером Hochtief стала энергетическая компания RWE. Крупнейшим проектом начала 1930-х годов был Альберт-канал в Бельгии. Компания участвовала во многих строительных проектах нацистов, к 1940 году число её рабочих выросло в 5 раз, до 10 тыс. человек. Среди крупных проектов этого периода был Олимпийский стадион в Берлине, Линия Зигфрида, бункеры для подводных лодок и другие военные объекты.
С середины 1950-х годов Hochtief занялась строительством атомных электростанций, с 1956 по 1986 год ею было построено более 30 реакторов в Германии и других странах. Также была активизирована зарубежная деятельность, к 1980 году оборот Hochtief достиг 3,3 млрд марок, она стала одной из крупнейших строительных компаний мира. Самым дорогим проектом 1970-х годов стал Международный аэропорт имени короля Абдул-Азиза в Саудовской Аравии стоимостью 10 млрд марок, другими крупными проектами были перенос храма Абу-Симбел, Гонконгский метрополитен, Босфорский мост. В сентябре 1999 года была поглощена американская строительная компания Turner Construction.
В марте 2007 года испанская Grupo ACS купила 25-процентную долю в Hochtief. В 2011 году доля была увеличена до контрольного пакета.
В апреле 2022 года было завершено поглощение CIMIC Group, крупнейшей строительной группы Австралии, ведущей деятельность в большинстве стран Азиатско-Тихоокеанского региона; Hochtief была её крупнейшим акционером с 1983 года.

## Собственники и руководство
Владельцем контрольного пакета акций является испанская ACS Actividades de Construccion y Servicios (ей принадлежит 75,7 % акций), остальные — в свободном обращении. 9,99 % акций с мая 2008 года принадлежало структурам российской компании «Базовый элемент», контролируемой Олегом Дерипаской Однако в связи с экономическим кризисом 2008 года стоимость указанных акций резко снизилась, и «Базовый элемент» передал их банкам, в залоге у которых они находились. Капитализация компании на Франкфуртской бирже на начало мая 2007 года — 5,64 млрд евро ($7,66 млрд).

### Состав
С января 2011 года HOCHTIFEIF оптимизировала свои корпоративные операции. Группа теперь разделена на четыре подразделения:
- Hochtief Americas
- Hochtief Asia-Pacific
- Hochtief Europe
- Hochtief Concessions

Hochtief Europe развивает, реализует и управляет объектами недвижимости и инфраструктуры в Европе и в отдельных регионах по всему миру.

## Деятельность
Hochtief специализируется на проектировании, финансировании и строительстве технически сложных проектов. Среди крупнейших проектов компании — строительство первой атомной электростанции в Германии, нового Афинского аэропорта. Компания участвовала в проекте Баухауз, была главным подрядчиком в строительстве футбольного стадиона «Днепр-Арена» в украинском городе Днепр, участвовала в строительстве Берлинского дома в Москве, «Меги» в Тёплом Стане, нового терминала московского аэропорта «Шереметьево-1» и красноярского «Емельяново», реконструкция авиатерминала «Шереметьево-2», строительство нового терминала международного аэропорта Владивостока.
Общее количество работников — 42 000 человек (2006). Консолидированная выручка компании в 2006 году — 15,5 млрд евро ($20,5 млрд), чистая прибыль — 89,1 млн евро ($117,55 млн).

## Дополнительные факты
Hochtief построила подземный бункер Гитлера (Führerbunker) в Берлине, где в 1945 году он покончил с собой вместе со своей женой Евой Браун. Помимо этого, компания неоднократно обвинялась в использовании в годы нацистской Германии подневольного труда узников концлагерей.